# Grenzhorizont

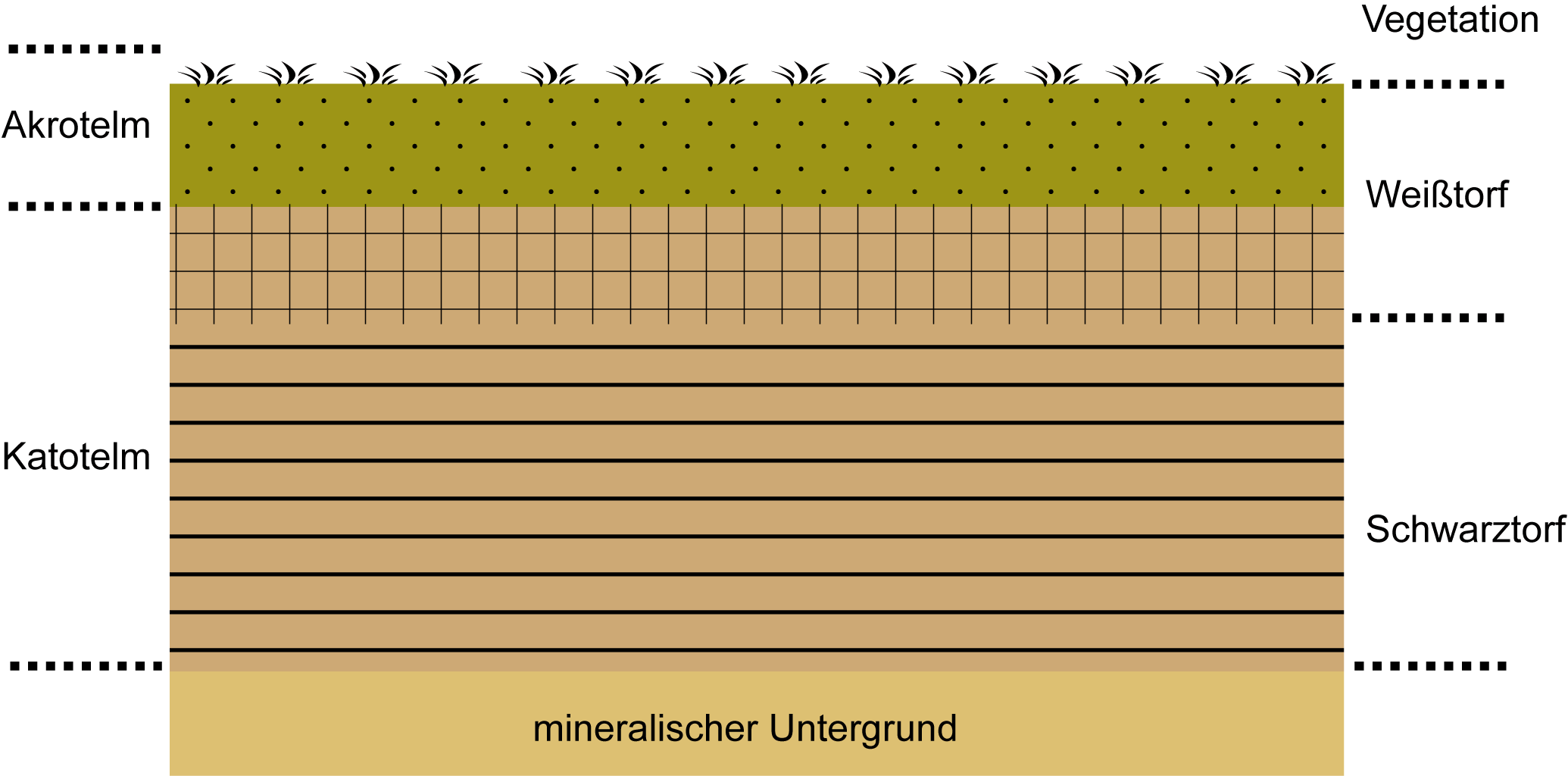
Der Grenzhorizont liegt auf Höhe der gepunkteten Linie am Übergang vom Weiß- zum Schwarztorf

Grenzhorizont bezeichnet eine charakteristische in mitteleuropäischen Mooren anzutreffende Schichtgrenze zwischen älterem, stärker zersetztem Schwarztorf und dem darüber liegenden jüngeren und weniger stark zersetzten Weißtorf. Die Entstehung des Grenzhorizontes wird von Botanikern, Geologen und Klimaforschern auf Klimaänderungen zurückgeführt. In der Moorarchäologie ist der Grenzhorizont ein wichtiges Hilfsmittel zur stratigraphischen Datierung von im Moor eingebetteten archäologischen Funden.
Der Begriff Grenzhorizont wurde von deutschen Botaniker Carl Albert Weber geprägt und wird in deutscher Schreibweise auch in anderen Sprachen angewandt.